# Épilobe des collines
Epilobium collinum
Espèce
Classification phylogénétique
L'épilobe des collines (Epilobium collinum) est une espèce de plantes à fleurs du genre Epilobium et de la famille des Onagraceae. C'est une plante herbacée vivace trouvée de l'Europe à l'ouest de la Sibérie. En France, cette espèce figure sur la liste rouge des plantes du Nord-Pas-de-Calais.